# 2020. évi férfi, női felnőtt súlyemelő országos bajnokság
A 2020. évi magyar súlyemelő bajnokság 2020. november 21-22-én került megrendezésre a Vállalkozók SE által Tatán, a Tatai Olimpiai Központban. A versenyen 25 egyesület 89 sportolója mérettette meg magát 10-10 női és férfi súlycsoportban.
A versenyt eredetileg Aszáron rendezték volna meg, azonban a Covid19-pandémia miatt kialakult helyzet következtében a Magyar Súlyemelő Szövetség Tatára helyezte át a bajnokságot. A versenyen kizárólag a versenyzők, edzőik és a lebonyolításhoz szükséges technikai személyzet vehetett részt.

## Versenyprogram
| November 21.  | November 21.      | November 21.    | November 21. |
| Súlycsoportok | Súlycsoportok     | Verseny kezdete | Résztvevők   |
| ------------- | ----------------- | --------------- | ------------ |
| Női           | 45, 49, 55 kg     | 10:00           | 10 fő        |
| Férfi         | 55, 61, 67 kg     | 12:00           | 11 fő        |
| Női           | 59, 64 kg         | 14:30           | 12 fő        |
| Férfi         | 73, 81 kg         | 17:00           | 14 fő        |
| November 22.  |                   |                 |              |
| Női           | 71, 76 kg         | 10:00           | 11 fő        |
| Férfi         | 89, 96 kg         | 12:30           | 13 fő        |
| Női           | 81, 87, 87+ kg    | 15:00           | 7 fő         |
| Férfi         | 102, 109, 109+ kg | 17:00           | 11 fő        |

### Közvetítés
A versenyt a Magyar Súlyemelő Szövetség hivatalos YouTube csatornáján élőben közvetítette.

## Résztvevők
- Baranyai SE Tata (2)
- Békéscsabai SSZSE (3)
- BKV Előre SC (8)
- Firmitas SC (4)
- Győri AC (3)
- Haladás VSE (8)
- Iregszemcsei SSZSE (1)
- Kazincbarcikai VSE (3)
- Kecskeméti TE (10)
- MAFC (8)
- Nyíregyházi VSC (1)
- Oroszlány VSEE (5)
- Oroszlányiak VSK (4)
- Ózdi SFC (2)
- Pécsi SE (3)
- Soroksári SSZSE (3)
- Szegedi Lelkesedés SK (4)
- Szerencs VSE (1)
- Szolnoki MÁV SE (3)
- Tamási Koppány SE (2)
- Tatabányai SC (4)
- Testvériség-Újpalota SE (4)
- Vállalkozók SE (1)
- Zalaegerszegi TE SK (2)

## Összesített éremtáblázat
| Helyezés | Egyesület               | Arany | Ezüst | Bronz | Összesen |
| -------- | ----------------------- | ----- | ----- | ----- | -------- |
| 1        | BKV Előre SC            | 5     | 1     | 0     | 6        |
| 2        | Kecskeméti TE           | 3     | 2     | 2     | 7        |
| 3        | Haladás VSE             | 2     | 1     | 1     | 4        |
| 4        | Oroszlányiak VSK        | 2     | 0     | 2     | 4        |
| 5        | Oroszlány VSEE          | 1     | 2     | 1     | 4        |
| 6        | Szegedi Lelkesedés SK   | 1     | 0     | 2     | 3        |
| 7        | Békéscsabai SSZSE       | 1     | 0     | 1     | 2        |
| 7        | Pécsi SE                | 1     | 0     | 1     | 2        |
| 7        | Szolnoki MÁV SE         | 1     | 0     | 1     | 2        |
| 10       | Tamási Koppány SE       | 1     | 0     | 0     | 1        |
| 10       | Vállalkozók SE          | 1     | 0     | 0     | 1        |
| 13       | MAFC                    | 0     | 2     | 1     | 3        |
| 13       | Kazincbarcikai VSE      | 0     | 2     | 1     | 3        |
| 13       | Tatabányai SC           | 0     | 2     | 1     | 3        |
| 16       | Zalaegerszegi TE SK     | 0     | 1     | 1     | 2        |
| 17       | Baranyai SE Tata        | 0     | 1     | 1     | 2        |
| 18       | Firmitas SC             | 0     | 1     | 0     | 1        |
| 18       | Soroksári SSZSE         | 0     | 1     | 0     | 1        |
| 18       | Szerencs VSE            | 0     | 1     | 0     | 1        |
| 18       | Testvériség-Újpalota SE | 0     | 1     | 0     | 1        |
| 22       | Győri AC                | 0     | 0     | 1     | 1        |

## Férfi versenyek

### 55 kg
| Helyezés | Név                                            | Szakítás (kg) | Szakítás (kg) | Szakítás (kg) | Lökés (kg) | Lökés (kg) | Lökés (kg) | Összetett (kg) |
| Helyezés | Név                                            | 1             | 2             | 3             | 1          | 2          | 3          | Összetett (kg) |
| -------- | ---------------------------------------------- | ------------- | ------------- | ------------- | ---------- | ---------- | ---------- | -------------- |
| 1        | Bimbó Brendon Ronaldó (Oroszlány VSEE)         | 65            | 75            | 78            | 85         | 90         | 96         | 171            |
| 2        | Polgár Zoltán Miklós (Testvériség-Újpalota SE) | 66            | 68            | 70            | 80         | 85         | —          | 155            |
| 3        | Garamvölgyi Agamemnon Vajk (Békéscsabai SSZSE) | 58            | 61            | 63            | 77         | 81         | 84         | 147            |
| 4        | Farkas János Richárd (Iregszemcsei SSZSE)      | 60            | 65            | 67            | 72         | 76         | 79         | 146            |

### 61 kg
| Helyezés | Név                               | Szakítás (kg) | Szakítás (kg) | Szakítás (kg) | Lökés (kg) | Lökés (kg) | Lökés (kg) | Összetett (kg) |
| Helyezés | Név                               | 1             | 2             | 3             | 1          | 2          | 3          | Összetett (kg) |
| -------- | --------------------------------- | ------------- | ------------- | ------------- | ---------- | ---------- | ---------- | -------------- |
| 1        | Huber Bence (Oroszlányiak VSK)    | 87            | 91            | 93            | 105        | 109        | 111        | 200            |
| 2        | Papp Péter (Zalaegerszegi TE SK)  | 75            | 79            | 82            | 85         | 91         | 96         | 170            |
| 3        | Rácz Dániel (Zalaegerszegi TE SK) | 75            | 75            | 80            | 95         | 100        | 100        | 170            |
| 4        | Pete Filip (Ózdi SFC)             | 65            | 70            | 70            | 85         | 95         | —          | 165            |

### 67 kg
| Helyezés | Név                                    | Szakítás (kg) | Szakítás (kg) | Szakítás (kg) | Lökés (kg) | Lökés (kg) | Lökés (kg) | Összetett (kg) |
| Helyezés | Név                                    | 1             | 2             | 3             | 1          | 2          | 3          | Összetett (kg) |
| -------- | -------------------------------------- | ------------- | ------------- | ------------- | ---------- | ---------- | ---------- | -------------- |
| 1        | Orsós Richárd (Tamási Koppány SE)      | 90            | 90            | 95            | 110        | 115        | 120        | 210            |
| 2        | Stavarsz Ádám (Tatabányai SC)          | 82            | 82            | 85            | 97         | 100        | 103        | 188            |
| 3        | Wang De Forest (Szegedi Lelkesedés SK) | 82            | 84            | 84            | 94         | 96         | 96         | 180            |

### 73 kg
| Helyezés | Név                                       | Szakítás (kg) | Szakítás (kg) | Szakítás (kg) | Lökés (kg) | Lökés (kg) | Lökés (kg) | Összetett (kg) |
| Helyezés | Név                                       | 1             | 2             | 3             | 1          | 2          | 3          | Összetett (kg) |
| -------- | ----------------------------------------- | ------------- | ------------- | ------------- | ---------- | ---------- | ---------- | -------------- |
| 1        | Nagy Noel (Kecskeméti TE)                 | 115           | 118           | 120           | 140        | 145        | 149        | 269            |
| 2        | Bojti Vilmos Marcell (Kazincbarcikai VSE) | 110           | 115           | 119           | 140        | 145        | 151        | 264            |
| 3        | Kerekes Patrik (Oroszlányiak VSK)         | 117           | 120           | 124           | 138        | 142        | 144        | 262            |
| 4        | Fenyő Dániel (Tamási Koppány SE)          | 110           | 115           | 115           | 140        | 145        | 147        | 260            |
| 5        | Nida Zalán Őrs (BKV Előre SC)             | 105           | 105           | 113           | 125        | 131        | 135        | 236            |
| 6        | Molnár Ferenc (Testvériség-Újpalota SE)   | 85            | 90            | 95            | 120        | 125        | 130        | 225            |
| 7        | Szélinger Dániel (Haladás VSE)            | 82            | 85            | 88            | 108        | 112        | 115        | 203            |
| 8        | Tóth Bence József (Szegedi Lelkesedés SK) | 81            | 86            | 90            | 106        | 112        | 114        | 198            |
| 9        | Bodrogi Ádám (MAFC)                       | 82            | 87            | 91            | 105        | 110        | 117        | 197            |

### 81 kg
| Helyezés | Név                                     | Szakítás (kg) | Szakítás (kg) | Szakítás (kg) | Lökés (kg) | Lökés (kg) | Lökés (kg) | Összetett (kg) |
| Helyezés | Név                                     | 1             | 2             | 3             | 1          | 2          | 3          | Összetett (kg) |
| -------- | --------------------------------------- | ------------- | ------------- | ------------- | ---------- | ---------- | ---------- | -------------- |
| 1        | Kmegy Máté (Kecskeméti TE)              | 138           | 138           | 143           | 170        | 177        | 177        | 308            |
| 2        | Zelenyiánszki Péter (Firmitas SC)       | 110           | 113           | 115           | 135        | 141        | 145        | 258            |
| 3        | Kusai Kristóf Erik (Kazincbarcikai VSE) | 105           | 110           | 110           | 135        | 135        | 135        | 240            |
| 4        | Megyeri Dávid (Kecskeméti TE)           | 105           | 110           | 112           | 122        | 127        | 132        | 237            |
| 5        | Horváth Marcell (Győri AC)              | 95            | 100           | 103           | 125        | 129        | 132        | 229            |

### 89 kg
| Helyezés | Név                                        | Szakítás (kg) | Szakítás (kg) | Szakítás (kg) | Lökés (kg) | Lökés (kg) | Lökés (kg) | Összetett (kg) |
| Helyezés | Név                                        | 1             | 2             | 3             | 1          | 2          | 3          | Összetett (kg) |
| -------- | ------------------------------------------ | ------------- | ------------- | ------------- | ---------- | ---------- | ---------- | -------------- |
| 1        | Pece Mihály (BKV Előre SC)                 | 127           | 132           | —             | 140        | —          | —          | 272            |
| 2        | Harasztovics Gergő Tibor (Soroksári SSZSE) | 104           | 107           | 109           | 125        | 129        | 131        | 238            |
| 3        | Trasszer Dávid (Pécsi SE)                  | 95            | 100           | 103           | 121        | 125        | 132        | 228            |
| 4        | Rosanics Péter (Haladás VSE)               | 95            | 95            | 101           | 120        | 128        | 128        | 215            |
| 5        | Csikós Bendegúz Máté (MAFC)                | 90            | 90            | 95            | 118        | 121        | 123        | 211            |
| —        | Bravik Zoltán Márk (Firmitas SC)           | 130           | 130           | 130           | —          | —          | —          | —              |

### 96 kg
| Helyezés | Név                                     | Szakítás (kg) | Szakítás (kg) | Szakítás (kg) | Lökés (kg) | Lökés (kg) | Lökés (kg) | Összetett (kg) |
| Helyezés | Név                                     | 1             | 2             | 3             | 1          | 2          | 3          | Összetett (kg) |
| -------- | --------------------------------------- | ------------- | ------------- | ------------- | ---------- | ---------- | ---------- | -------------- |
| 1        | Mészáros Mátyás Sándor (Vállalkozók SE) | 115           | 120           | 122           | 143        | 148        | —          | 268            |
| 2        | Nagy Dániel (Kecskeméti TE)             | 110           | 116           | 119           | 140        | 148        | 153        | 264            |
| 3        | Szalai Róbert (Szegedi Lelkesedés SK)   | 105           | 105           | 105           | 132        | 136        | 140        | 241            |
| 4        | Dobi Levente (Nyíregyházi VSC)          | 100           | 100           | 106           | 132        | 136        | 136        | 238            |
| 5        | Beleznai Gábor (MAFC)                   | 97            | 102           | 105           | 127        | 132        | 133        | 232            |
| 6        | Papp Géza (Haladás VSE)                 | 93            | 97            | 102           | 116        | 121        | 125        | 222            |
| 7        | Kocsis Bálint (Kecskeméti TE)           | 85            | 90            | 95            | 120        | 122        | 127        | 212            |

### 102 kg
| Helyezés | Név                                         | Szakítás (kg) | Szakítás (kg) | Szakítás (kg) | Lökés (kg) | Lökés (kg) | Lökés (kg) | Összetett (kg) |
| Helyezés | Név                                         | 1             | 2             | 3             | 1          | 2          | 3          | Összetett (kg) |
| -------- | ------------------------------------------- | ------------- | ------------- | ------------- | ---------- | ---------- | ---------- | -------------- |
| 1        | Oláh László (Szolnoki MÁV SE)               | 120           | 125           | 130           | 150        | 155        | 160        | 290            |
| 2        | Lucz Levente (Oroszlány VSEE)               | 115           | 120           | 125           | 145        | 150        | 166        | 275            |
| 3        | P.Nagy Bálint (MAFC)                        | 110           | 117           | 120           | 140        | 145        | 150        | 270            |
| 4        | Harcsa Gergő (Győri AC)                     | 115           | 120           | 122           | 132        | 141        | 141        | 261            |
| 5        | Prohászka Kristóf (MAFC)                    | 95            | 100           | 102           | 125        | 130        | 130        | 232            |
| 6        | Magát János Csaba (Testvériség-Újpalota SE) | 100           | 105           | 107           | 120        | 125        | 127        | 227            |

### 109 kg
| Helyezés | Név                           | Szakítás (kg) | Szakítás (kg) | Szakítás (kg) | Lökés (kg) | Lökés (kg) | Lökés (kg) | Összetett (kg) |
| Helyezés | Név                           | 1             | 2             | 3             | 1          | 2          | 3          | Összetett (kg) |
| -------- | ----------------------------- | ------------- | ------------- | ------------- | ---------- | ---------- | ---------- | -------------- |
| 1        | Gyurkovics Ferenc (Pécsi SE)  | 152           | 161           | —             | 180        | 195        | 195        | 341            |
| 2        | Bárány Gergő (Szerencs VSE)   | 110           | 115           | 120           | 140        | 145        | 152        | 267            |
| 3        | Szabó Bence (Szolnoki MÁV SE) | 100           | 105           | 110           | 132        | 136        | —          | 241            |

### 109+ kg
| Helyezés | Név                                      | Szakítás (kg) | Szakítás (kg) | Szakítás (kg) | Lökés (kg) | Lökés (kg) | Lökés (kg) | Összetett (kg) |
| Helyezés | Név                                      | 1             | 2             | 3             | 1          | 2          | 3          | Összetett (kg) |
| -------- | ---------------------------------------- | ------------- | ------------- | ------------- | ---------- | ---------- | ---------- | -------------- |
| 1        | Nagy Péter* Szegedi Lelkesedés SK)       | 155           | 165           | 173           | 186        | 195        | 207        | 380            |
| 2        | Holló Szilárd Dávid (Kazincbarcikai VSE) | 145           | 150           | 157           | 185        | 192        | 201        | 342            |

*Nagy Péter ezzel a győzelmével zsinórban 16. bajnoki címét ünnepelhette, amivel már egyedüliként áll az örökranglista élén, búcsút mondva Buronyi László 64 éve fennálló rekordjának.

## Női versenyek

### 45 kg
| Helyezés | Név                             | Szakítás (kg) | Szakítás (kg) | Szakítás (kg) | Lökés (kg) | Lökés (kg) | Lökés (kg) | Összetett (kg) |
| Helyezés | Név                             | 1             | 2             | 3             | 1          | 2          | 3          | Összetett (kg) |
| -------- | ------------------------------- | ------------- | ------------- | ------------- | ---------- | ---------- | ---------- | -------------- |
| —        | Talabér Szonja (Oroszlány VSEE) | 42            | 44            | 44            | —          | —          | —          | —              |

### 49 kg
| Helyezés | Név                                   | Szakítás (kg) | Szakítás (kg) | Szakítás (kg) | Lökés (kg) | Lökés (kg) | Lökés (kg) | Összetett (kg) |
| Helyezés | Név                                   | 1             | 2             | 3             | 1          | 2          | 3          | Összetett (kg) |
| -------- | ------------------------------------- | ------------- | ------------- | ------------- | ---------- | ---------- | ---------- | -------------- |
| 1        | Ratatics Tímea (BKV Előre SC)         | 53            | 56            | 56            | 70         | 75         | 75         | 126            |
| 2        | Eszenyi Fanni (Oroszlány VSEE)        | 45            | 50            | 51            | 66         | 70         | 72         | 121            |
| 3        | Oláh Natália Katalin (Oroszlány VSEE) | 50            | 53            | 55            | 66         | 70         | 72         | 120            |

### 55 kg
| Helyezés | Név                             | Szakítás (kg) | Szakítás (kg) | Szakítás (kg) | Lökés (kg) | Lökés (kg) | Lökés (kg) | Összetett (kg) |
| Helyezés | Név                             | 1             | 2             | 3             | 1          | 2          | 3          | Összetett (kg) |
| -------- | ------------------------------- | ------------- | ------------- | ------------- | ---------- | ---------- | ---------- | -------------- |
| 1        | Tóth Adrienn (BKV Előre SC)     | 60            | 63            | 65            | 72         | 76         | 80         | 145            |
| 2        | Mári Márta (MAFC)               | 57            | 60            | 62            | 68         | 70         | 70         | 132            |
| 3        | Bódis Lili (Tatabányai SC)      | 48            | 51            | 54            | 70         | 73         | 76         | 124            |
| 4        | Csipkés Erika (Soroksári SSZSE) | 52            | 54            | 56            | 62         | 65         | 67         | 123            |
| 5        | Major Nikoletta (Ózdi SFC)      | 55            | 55            | 57            | 65         | 65         | 68         | 122            |
| —        | Incze Denissza (BKV Előre SC)   | 55            | 55            | 55            | —          | —          | —          | —              |

### 59 kg
| Helyezés | Név                                    | Szakítás (kg) | Szakítás (kg) | Szakítás (kg) | Lökés (kg) | Lökés (kg) | Lökés (kg) | Összetett (kg) |
| Helyezés | Név                                    | 1             | 2             | 3             | 1          | 2          | 3          | Összetett (kg) |
| -------- | -------------------------------------- | ------------- | ------------- | ------------- | ---------- | ---------- | ---------- | -------------- |
| 1        | Árva Cintia Andrea (Kecskeméti TE)     | 65            | 68            | 70            | 88         | 91         | —          | 156            |
| 2        | Illés Dóra Lilla (BKV Előre SC)        | 55            | 58            | 60            | 73         | 78         | 80         | 138            |
| 3        | Darabos Sára (Haladás VSE)             | 55            | 58            | 60            | 68         | 71         | 72         | 126            |
| 4        | Geröly Lilla (Haladás VSE)             | 54            | 58            | 58            | 68         | 71         | 73         | 125            |
| 5        | Mészáros Zsófia (Tatabányai SC)        | 47            | 47            | 51            | 60         | 63         | 65         | 116            |
| 6        | Berdó-Csanálosi Dóra Zsuzsa (Pécsi SE) | 47            | 47            | 49            | 58         | 58         | 60         | 109            |
| 7        | Klajó Viktória Kinga (Kecskeméti TE)   | 45            | 48            | 50            | 55         | 58         | 60         | 106            |

### 64 kg
| Helyezés | Név                                    | Szakítás (kg) | Szakítás (kg) | Szakítás (kg) | Lökés (kg) | Lökés (kg) | Lökés (kg) | Összetett (kg) |
| Helyezés | Név                                    | 1             | 2             | 3             | 1          | 2          | 3          | Összetett (kg) |
| -------- | -------------------------------------- | ------------- | ------------- | ------------- | ---------- | ---------- | ---------- | -------------- |
| 1        | Breitner Vivien (BKV Előre SC)         | 62            | 66            | 68            | 80         | 84         | 88         | 152            |
| 2        | Rádi Mariann (Tatabányai SC)           | 63            | 66            | 68            | 72         | 78         | 81         | 146            |
| 3        | Pethő Melinda (Kecskeméti TE)          | 57            | 60            | 60            | 77         | 80         | 80         | 137            |
| 4        | Fehér Barbara Mónika (MAFC)            | 50            | 54            | 58            | 65         | 65         | 70         | 124            |
| 5        | Perjési Eszter Noémi (Soroksári SSZSE) | 45            | 48            | 50            | 55         | 60         | 62         | 108            |

### 71 kg
| Helyezés | Név                               | Szakítás (kg) | Szakítás (kg) | Szakítás (kg) | Lökés (kg) | Lökés (kg) | Lökés (kg) | Összetett (kg) |
| Helyezés | Név                               | 1             | 2             | 3             | 1          | 2          | 3          | Összetett (kg) |
| -------- | --------------------------------- | ------------- | ------------- | ------------- | ---------- | ---------- | ---------- | -------------- |
| 1        | Szalai Lili (Oroszlányiak VSK)    | 77            | 80            | 80            | 91         | 95         | 95         | 172            |
| 2        | Laczi Katalin (Kecskeméti TE)     | 72            | 72            | 75            | 84         | 87         | 88         | 159            |
| 3        | Nagy Annamária (Baranyai SE Tata) | 55            | 60            | 62            | 72         | 77         | 80         | 142            |
| 4        | Kasza Katalin (Firmitas SC)       | 63            | 63            | 66            | 70         | 75         | 79         | 141            |
| —        | Deilinger Andrea (Firmitas SC)    | 75            | 75            | 75            | —          | —          | —          | —              |

### 76 kg
| Helyezés | Név                                     | Szakítás (kg) | Szakítás (kg) | Szakítás (kg) | Lökés (kg) | Lökés (kg) | Lökés (kg) | Összetett (kg) |
| Helyezés | Név                                     | 1             | 2             | 3             | 1          | 2          | 3          | Összetett (kg) |
| -------- | --------------------------------------- | ------------- | ------------- | ------------- | ---------- | ---------- | ---------- | -------------- |
| 1        | Mitykó Veronika (Békéscsabai SSZSE)     | 86            | 90            | 92            | 98         | 103        | 105        | 195            |
| 2        | Polgár Mirjam (Haladás VSE)             | 77            | 80            | 80            | 102        | 105        | 105        | 179            |
| 3        | Szerencsés-Fekete Nóra (Győri AC)       | 65            | 68            | 71            | 82         | 85         | 88         | 159            |
| 4        | Papp Cintia Titanilla (Szolnoki MÁV SE) | 62            | 62            | 65            | 65         | 68         | 68         | 127            |
| 5        | Magát Csilla (Testvériség-Újpalota SE)  | 50            | 55            | 55            | 65         | 70         | 73         | 123            |
| 6        | Petri Regina (Békéscsabai SSZSE)        | 48            | 51            | 52            | 59         | 62         | 62         | 111            |

### 81 kg
| Helyezés | Név                               | Szakítás (kg) | Szakítás (kg) | Szakítás (kg) | Lökés (kg) | Lökés (kg) | Lökés (kg) | Összetett (kg) |
| Helyezés | Név                               | 1             | 2             | 3             | 1          | 2          | 3          | Összetett (kg) |
| -------- | --------------------------------- | ------------- | ------------- | ------------- | ---------- | ---------- | ---------- | -------------- |
| 1        | Szuromi Tímea (BKV Előre SC)      | 85            | 85            | 90            | 107        | 110        | 110        | 192            |
| 2        | Juhász Anna Csilla (MAFC)         | 70            | 75            | 78            | 80         | 85         | 90         | 165            |
| 3        | Székely Alexandra (Kecskeméti TE) | 52            | 55            | 57            | 65         | 68         | 68         | 122            |

### 87 kg
| Helyezés | Név                          | Szakítás (kg) | Szakítás (kg) | Szakítás (kg) | Lökés (kg) | Lökés (kg) | Lökés (kg) | Összetett (kg) |
| Helyezés | Név                          | 1             | 2             | 3             | 1          | 2          | 3          | Összetett (kg) |
| -------- | ---------------------------- | ------------- | ------------- | ------------- | ---------- | ---------- | ---------- | -------------- |
| 1        | Boros Viktória (Haladás VSE) | 84            | 84            | 89            | 103        | 108        | 112        | 192            |

### 87+ kg
| Helyezés | Név                              | Szakítás (kg) | Szakítás (kg) | Szakítás (kg) | Lökés (kg) | Lökés (kg) | Lökés (kg) | Összetett (kg) |
| Helyezés | Név                              | 1             | 2             | 3             | 1          | 2          | 3          | Összetett (kg) |
| -------- | -------------------------------- | ------------- | ------------- | ------------- | ---------- | ---------- | ---------- | -------------- |
| 1        | Gyürüs Barbara (Haladás VSE)     | 77            | 80            | 82            | 100        | 103        | 107        | 189            |
| 2        | Bazsó Bianka (Baranyai SE Tata)  | 74            | 77            | 79            | 97         | 104        | 107        | 186            |
| 3        | Mikhel Eszter (Oroszlányiak VSK) | 66            | 70            | 73            | 80         | 90         | 93         | 156            |

## Abszolút eredmények
Az abszolút eredmények a Nemzetközi Súlyemelő Szövetség (IWF) által használt ROBI pont alapján lettek kiszámítva.

### Férfiak
| Helyezés | Név                                | Súlycsoport | Összetett | ROBI pont |
| -------- | ---------------------------------- | ----------- | --------- | --------- |
| 1        | Nagy Péter (Szegedi Lelkesedés SK) | 109+ kg     | 380 kg    | 557.81    |
| 2        | Kmegy Máté (Kecskeméti TE)         | 81 kg       | 308 kg    | 553.64    |
| 3        | Gyurkovics Ferenc (Pécsi SE)       | 109 kg      | 342 kg    | 484.96    |

### Nők
| Helyezés | Név                                 | Súlycsoport | Összetett | ROBI pont |
| -------- | ----------------------------------- | ----------- | --------- | --------- |
| 1        | Mitykó Veronika (Békéscsabai SSZSE) | 76 kg       | 195 kg    | 331.03    |
| 2        | Szuromi Tímea (BKV Előre SC)        | 81 kg       | 192 kg    | 275.62    |
| 3        | Árva Cintia Andrea (Kecskeméti TE)  | 59 kg       | 156 kg    | 267.56    |